# Laurent Pokou
Laurent N’Dri Pokou (ur. 10 sierpnia 1947 w Abidżanie – zm. 13 listopada 2016 tamże) – iworyjski piłkarz grający na pozycji napastnika. W swojej karierze rozegrał 30 meczów i strzelił 21 goli w reprezentacji Wybrzeża Kości Słoniowej.

## Kariera klubowa
Swoją karierę piłkarską Pokou rozpoczął w klubie USFRAN Bouaké. W 1965 roku zadebiutował w nim w pierwszej lidze iworyjskiej. W 1966 roku przeszedł do ASEC Mimosas, w którym grał do 1973 roku. Wraz z ASEC wywalczył trzy tytuły mistrza Wybrzeża Kości Słoniowej w sezonach 1970, 1972 i 1973 oraz zdobył sześć Puchary Wybrzeża Kości Słoniowej w sezonach 1967, 1968, 1969, 1970, 1972 i 1973.
W 1974 roku Pokou wyjechał do Francji i został zawodnikiem klubu Stade Rennais. Swój debiut w nim w pierwszej lidze francuskiej zaliczył 5 stycznia 1974 w wygranym 2:1 wyjazdowym meczu z Troyes AC, w którym strzelił gola. W sezonie 1974/1975 spadł ze Stade Rennais do drugiej ligi, a w sezonie 1975/1976 wrócił z nim do pierwszej. W sezonie 1976/1977 ponownie został ze Stade Rennais zdegradowany o klasę niżej.
Latem 1977 Pokou przeszedł do AS Nancy. Zadebiutował w nim 3 sierpnia 1977 w zwycięskim 4:1 domowym spotkaniu z Paris Saint-Germain. W debiucie strzelił gola. W sezonie 1977/1978 zdobył z Nancy Puchar Francji. Zimą 1979 odszedł do Stade Rennais, w którym spędził pół roku.
Latem 1979 Pokou wrócił do ASEC Mimosas. W sezonie 1980 został z nim mistrzem Wybrzeża Kości Słoniowej. W 1982 roku odszedł do Rio Sport d’Anyama, w którym zakończył swoją karierę.
| Sezon   | Klub               | Kraj                     | Rozgrywki  | Mecze | Bramki |
| ------- | ------------------ | ------------------------ | ---------- | ----- | ------ |
| 1965    | USFRAN Bouaké      | Wybrzeże Kości Słoniowej | I liga     | ?     | ?      |
| 1966    | ASEC Mimosas       | Wybrzeże Kości Słoniowej | I liga     | ?     | ?      |
| 1967    | ASEC Mimosas       | Wybrzeże Kości Słoniowej | I liga     | ?     | ?      |
| 1968    | ASEC Mimosas       | Wybrzeże Kości Słoniowej | I liga     | ?     | ?      |
| 1969    | ASEC Mimosas       | Wybrzeże Kości Słoniowej | I liga     | ?     | ?      |
| 1970    | ASEC Mimosas       | Wybrzeże Kości Słoniowej | I liga     | ?     | ?      |
| 1971    | ASEC Mimosas       | Wybrzeże Kości Słoniowej | I liga     | ?     | ?      |
| 1972    | ASEC Mimosas       | Wybrzeże Kości Słoniowej | I liga     | ?     | ?      |
| 1973    | ASEC Mimosas       | Wybrzeże Kości Słoniowej | I liga     | ?     | ?      |
| 1973/74 | Stade Rennais      | Francja                  | Division 1 | 13    | 7      |
| 1974/75 | Stade Rennais      | Francja                  | Division 1 | 27    | 14     |
| 1975/76 | Stade Rennais      | Francja                  | Division 2 | 12    | 17     |
| 1976/77 | Stade Rennais      | Francja                  | Division 1 | 11    | 6      |
| 1977/78 | AS Nancy           | Francja                  | Division 1 | 11    | 2      |
| 1978/79 | AS Nancy           | Francja                  | Division 1 | 8     | 1      |
| 1978/79 | Stade Rennais      | Francja                  | Division 2 | 12    | 6      |
| 1979    | ASEC Mimosas       | Wybrzeże Kości Słoniowej | I liga     | ?     | ?      |
| 1980    | ASEC Mimosas       | Wybrzeże Kości Słoniowej | I liga     | ?     | ?      |
| 1981    | ASEC Mimosas       | Wybrzeże Kości Słoniowej | I liga     | ?     | ?      |
| 1982    | Rio Sport d’Anyama | Wybrzeże Kości Słoniowej | II liga    | ?     | ?      |
| 1983    | Rio Sport d’Anyama | Wybrzeże Kości Słoniowej | II liga    | ?     | ?      |

## Kariera reprezentacyjna
W reprezentacji Wybrzeża Kości Słoniowej Pokou zadebiutował 19 lutego 1967 w zremisowanym 2:2 towarzyskim meczu z Ghaną, rozegranym w Akrze. W 1968 roku został powołany do kadry na Puchar Narodów Afryki 1968. Wystąpił w nim w pięciu meczach: grupowych z Algierią (3:0), w którym strzelił dwa gole, z Etiopią (0:1) i z Ugandą (2:1), w którym strzelił gola, półfinałowym z Ghaną (3:4 po dogrywce), w którym strzelił dwa gole, i o 3. miejsce z Etiopią (1:0), w którym strzelił gola. Z Wybrzeżem Kości Słoniowej zajął 3. miejsce, a z sześcioma zdobytymi bramkami został Królem Strzelców turnieju.
W 1970 roku Pokou powołano do kadry na Puchar Narodów Afryki 1970. Zagrał w nim w pięciu meczach: grupowych z Kamerunem (2:3), w którym strzelił dwa gole, z Sudanem (1:0) i z Etiopią (6:1), w którym strzelił pięć goli, półfinałowym z Ghaną (1:2 po dogrywce) i o 3. miejsce z Egiptem (1:3), w którym strzelił gola. Z Wybrzeżem Kości Słoniowej zajął 4. pozycję w turnieju. Z ośmioma strzelonymi golami został Królem Strzelców oraz wybrano go na Najlepszego Piłkarza turnieju.
W 1974 roku Pokou był w kadrze Wybrzeża Kości Słoniowej na Puchar Narodów Afryki 1974. Wystąpił w nim w jednym meczu grupowym, z Egiptem (0:2).
W 1980 roku Pokou został powołany do kadry na Puchar Narodów Afryki 1980. Na tym turnieju zagrał w dwóch meczach grupowych: z Egiptem (1:2) i z Nigerią (0:0). W kadrze narodowej grał do 1980 roku. Wystąpił w niej 30 razy i strzelił 21 bramek.